# لا سوومبتيون (كيبك)
لا سوومبتيون، كيبك (بالفرنسية: L'Assomption)‏ هي مدينة كندية تقع في مقاطعة كيبك. تبلغ مساحة هذه المدينة 100.7847 (كم²)، ويبلغ عدد سكانها 16738 نسمة حسب إحصاء سنة 2006 م، بينما كان يسكنها 15625 نسمة في سنة 2001 م. تحتل هذه المدينة المرتبة رقم 231 بين مدن كندا حسب عدد السكان والمرتبة رقم 61 في المقاطعة. النمو سكاني في هذه المدينة يقدر بـ(7.1).

## أعلام
- جان آرشامبو
- لوران لورو
- كاثرين ترودو

## وصلات خارجية
- الأطلس الحكومي لكندا
- إحصاءات كندا مع ساعة تعداد السكان